# Thomas Görnitz

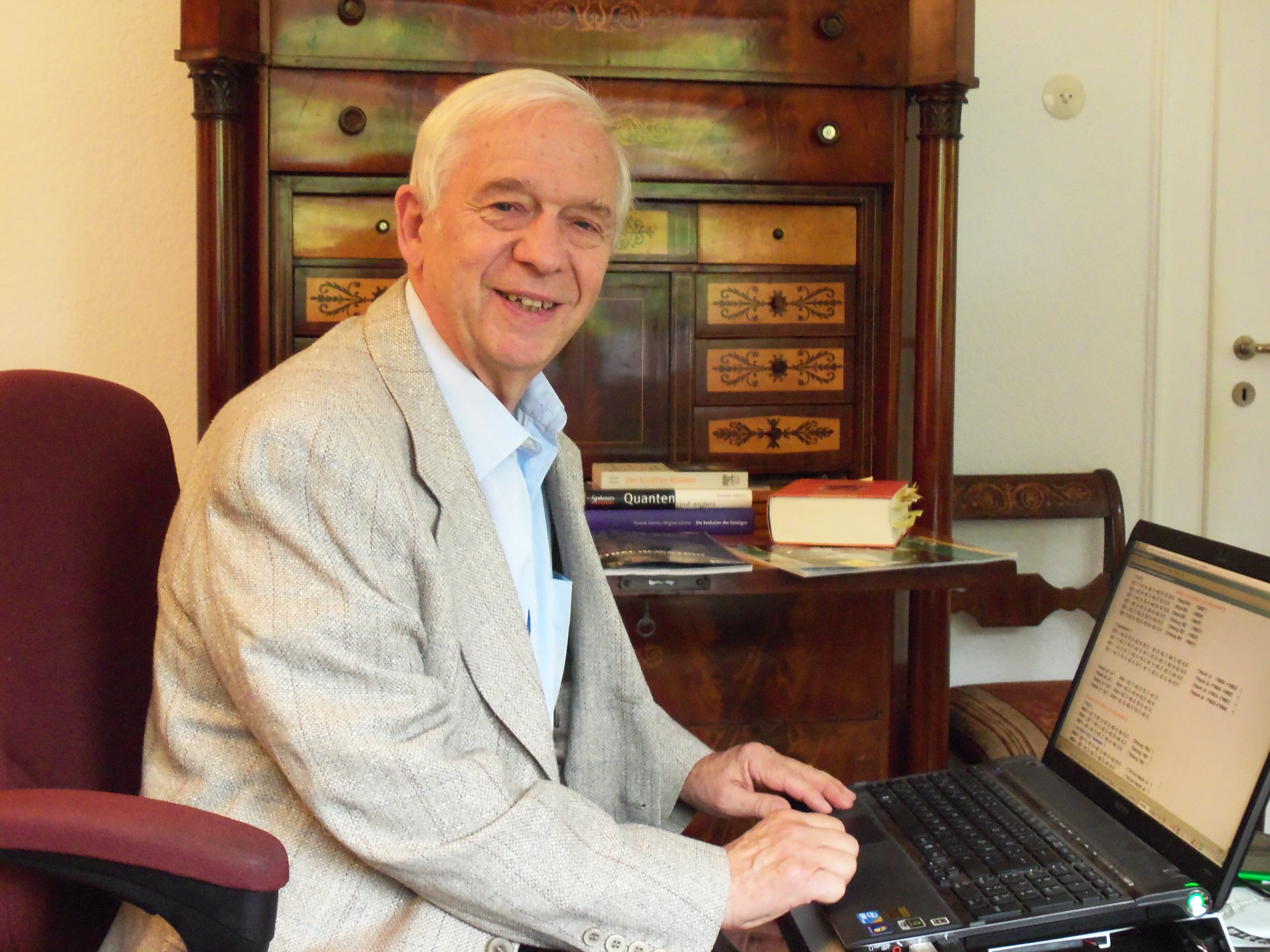
Thomas Görnitz

Thomas Görnitz (* 22. Juni 1943 in Leipzig) ist ein deutscher Physiker. Er war bis 2009 Professor für Didaktik der Physik an der Johann-Wolfgang-Goethe-Universität Frankfurt am Main.

## Leben
1961, nach dem Sieg bei der DDR-Mathematik-Olympiade, erhielt Görnitz mit einer Bronzemedaille als erster Deutscher einen Preis bei einer Internationalen Mathematik-Olympiade. Nach Abschluss der Schule studierte Thomas Görnitz an der Universität Leipzig Physik und Mathematik und wurde dort 1973 in mathematischer Physik (mit einer Arbeit zum Thema Zur Ausreduktion von Darstellungen der Poincarégruppe) promoviert.
Nachdem er 1976 einen Ausreiseantrag aus der DDR stellte, war er als Totengräber tätig.
Im Jahr 1979 übersiedelte er nach München. Dort gewann ihn Carl Friedrich von Weizsäcker für eine Tätigkeit am Max-Planck-Institut zur Erforschung der Lebensbedingungen der wissenschaftlich-technischen Welt, es begann eine langjährige Zusammenarbeit über die physikalischen und philosophischen Grundlagen der Quantenphysik und Kosmologie.
Von 1992 bis 1994 arbeitete er am Institut für Mathematische Physik der TU Braunschweig und von 1994 bis 2009 als Professor für Didaktik der Physik an der Universität Frankfurt.
Er war bis 2016 Vorsitzender des Vorstandes von Wissen und Verantwortung – Carl Friedrich von Weizsäcker-Gesellschaft e. V. seit deren Gründung 1994 und von 2002 bis 2016 Mitglied des Stiftungsrates der Carl Friedrich von Weizsäcker-Stiftung. Er war von 1996 bis 2009 Mitglied der Arbeitsgruppe Theologie und Naturwissenschaft und des Templeton Research Lectures-Komitees an der Universität Frankfurt und ist Mitglied des Arbeitskreises Philosophie der Deutschen Physikalischen Gesellschaft.

## Familie
Seit 1966 ist Thomas Görnitz mit der Tierärztin und Psychologin Brigitte Görnitz verheiratet und hat mit ihr fünf Kinder.

## Forschung
Die Vermittlung der modernen Physik und ihre verständliche Darstellung ist ein Schwerpunkt seiner Arbeit, besonders für die Quantentheorie.
Neben der Quantentheorie forscht er zur Kosmologie und zur philosophischen Interpretation dieser Theorien. Im Speziellen hält Görnitz absolute und abstrakte bedeutungsfreie Bits von Quanteninformation für die Grundlage der Physik. Er nennt sie AQI-Bits und subsumiert diese Hypothese unter dem von ihm geprägten Begriff Protyposis. Er erhofft damit, die Struktur von Raum und Zeit zu begründen, die Einsteinschen Gleichungen der Allgemeinen Relativitätstheorie und die Eichgruppen U(1), SU(2) und SU(3) des Standardmodells herzuleiten. Er sieht außerdem eine Verbindung seiner Theorie zur Natur des Bewusstseins.
Teile seiner Thesen sind online frei zugänglich in der Zeitschrift Tattva Viveka erschienen, die der Spiritualität und dem New Age nahesteht.

## Rezeption
In einer Kritik des von Thomas und Brigitte Görnitz verfassten Buches "Die Evolution des Geistigen" merkte Michael Springer an, dass dort "ganzheitliche Behauptungen über das Wesen der Welt, des Bewusstseins und der Religion (...) wie kühne Erkenntnisse" vorgetragen würden. Mit der Idee, Information müsse als zentraler Begriff der Grundlagenphysik anerkannt werden, so Springer weiter, würde man leicht in einen Wirbel spiritueller Beliebigkeit geraten. Während die Hypothesen von Görnitz von der Theologin und Psychologin Christine Mann sowie dem Physiker und Kognitionswissenschaftler Reinhard Blutner essayistisch referiert wurden, fanden diese in den Neurowissenschaften keinen Widerhall.

## Auszeichnungen
- 2003: Michael und Biserka Baum-Preis des Frankfurter Vereins für physikalische Grundlagenforschung und des Fachbereichs Physik der Goethe-Universität Frankfurt.
- 2009: Theophrastus Wissenschaftspreis Ganzheitliche Medizin (mit Brigitte Görnitz).

## Publikationen (Auswahl)
- als Hrsg.: C. F. v. Weizsäcker: Die Sterne sind glühende Gaskugeln und Gott ist gegenwärtig. Herder, Freiburg 1992, ISBN 3-451-04077-8.
- Carl Friedrich v. Weizsäcker – ein Denker an der Schwelle zum neuen Jahrtausend. Herder, Freiburg 1992, ISBN 3-451-04125-1.
- Quanten sind anders; Die verborgene Einheit der Welt. Spektrum Akademischer Verlag, Heidelberg 1999, ISBN 978-3-8274-0571-5.
- mit Brigitte Görnitz: Der kreative Kosmos; Geist und Materie aus Quanteninformation. Spektrum Akademischer Verlag, Heidelberg 2002, ISBN 978-3-8274-1368-0.
- mit Holger Lyre (Hrsg.): Carl Friedrich von Weizsäcker; The Structure of Physics. Springer Netherlands, Stuttgart 2007, ISBN 1-4020-5234-0.
- mit Brigitte Görnitz: Die Evolution des Geistigen; Quantenphysik – Bewusstsein – Religion. Vandenhoeck&Ruprecht, Göttingen 2008, ISBN 978-3-525-56717-3.
- Quantum Theory as Universal Theory of Structures – Essentially from Cosmos to Consciousness in: Advances in Quantum Theory, ISBN 978-953-51-0087-4, Edited by: Ion I. Cotaescu, Publisher: InTech, February 2012 (Online)
- Carl Friedrich v. Weizsäcker – Physiker, Philosoph, Visionär. Weizsäcker-Stiftung, Enger 2012, ISBN 978-3-942711-01-2.
- mit Brigitte Görnitz: Von der Quantenphysik zum Bewusstsein – Kosmos, Geist und Materie. Springer-Verlag, Berlin/Heidelberg 2016, ISBN 978-3-662-49081-5
- Quantentheorie verstehen – Grundlegende Vorstellungen und Begriffe. Hanser-Verlag, München 2022, ISBN 978-3-446-47225-9, 2., aktualisierte und erweiterte Auflage, 2024,  ISBN 978-3-446-48026-1.